# Abteilung (Biologie)
Die Abteilung (Divisio) ist eine hierarchische Stufe der biologischen Systematik.
In der Botanik ist sie nach dem ICBN als höchste Rangstufe unterhalb des Reichs (Regnum) bzw. Unterreichs (Subregnum) vorgesehen. Abteilungen enden auf -phyta bei Pflanzen bzw. auf -mycota bei Pilzen. Die Abteilung in der Botanik entspricht dem Stamm (Phylum) in der zoologischen Systematik und wird entsprechend auch in der Botanik gelegentlich als Phylum bezeichnet.
In der zoologischen Systematik wurde die Abteilung teilweise als Rangstufe zwischen dem Reich und dem Stamm verwendet. Andere Autoren nannten andere Rangstufen Abteilung (divisio), teilweise zwischen Klasse und Ordnung, einige auch zwischen Ordnung und Familie. Andere haben den Begriff zur Unterteilung von Gattungen verwendet. Diese Verwendungen sind nicht mehr gebräuchlich.